# Кикс (фильм)
«Кикс» — российский фильм режиссёра Сергея Ливнева (драма). В 1992 году фильм участвовал в основной конкурсной программе кинофестиваля в Карловых Варах, где Евдокия Германова получила приз за лучшую женскую роль.

## Сюжет
Популярнейшая певица Жанна Плавская превращается в наркоманку — срываются концерты, съёмки, записи. На провинциальном конкурсе двойников продюсер звезды случайно находит мечтательную девушку, привозит её в столицу и начинает лепить из неё двойника певицы: подгоняет фигуру к оригиналу пластической операцией, обучает хорошим манерам, натаскивает по пластике и — использует на съёмках под фонограмму. Но что делать с прототипом? Продюсер решает устроить самоубийство Жанны, выдав её труп за бездыханное тело привезенной провинциалки, окончательно завершив подмену.

## В ролях
- Евдокия Германова — Жанна Плавская
- Любовь Германова — Ануся
- Александр Панкратов-Чёрный — продюсер Леонид
- Александр Сирин — муж Иры
- Алика Смехова — «Жанна Агузарова»
- Марина Кайдалова — ассистент Леонида
- Ольга Анохина — Ира
- Леонид (Сергей) Попов — поклонник с цветами
- В. Гостев
- Алим Сабитов
- Алексей Розенберг
- А. Мазий
- Иосиф Топоровский